# BAFTA (премия, 1949)
2-я церемония вручения наград премии BAFTA

29 мая 1949 

Лондон, Англия
Лучший фильм: 

Гамлет 

Hamlet
Лучший британский фильм: 

Поверженный идол 

The Fallen Idol
< 1-я Церемонии вручения 3-я >
2-я церемония вручения наград премии BAFTA за заслуги в области кинематографа за 1948 год состоялась в Лондоне 29 мая 1949 года.
В номинации «Лучший фильм» на награду могли претендовать киноленты производства любой страны. В 1949 году в этой категории были заявлены два фильма от Великобритании («Гамлет» и «Поверженный идол»), два — от США («Перекрёстный огонь» и «Обнажённый город»), два — от Италии («Пайза» и «Четыре шага в облаках») и один — от Франции («Месье Венсан»). В категории «Лучший британский фильм» была представлена продукция исключительно британского кинематографа.
Впервые на церемонии BAFTA была вручена награда в отдельной категории за лучший документальный фильм. Победу одержала картина американского режиссёра Роберта Флаэрти «Луизианская история». Среди номинантов ещё одной дебютной категории United Nations Award (рус. Награда Объединённых наций; просуществовала с 1949 по 1977 гг.) победитель не был определён.
Ниже приведён полный список победителей и номинантов премии с указанием имён режиссёров, оригинальных и русскоязычных названий фильмов. Имена режиссёров и названия фильмов, победивших в данной категории, выделены жирным шрифтом и отдельным цветом.
| Категория                                       | Фильм — русскоязычное название | Фильм — оригинальное название    | Режиссёр                                   |
| ----------------------------------------------- | ------------------------------ | -------------------------------- | ------------------------------------------ |
| Лучший фильм                                    | • «Гамлет»                     | Hamlet                           | Лоренс Оливье                              |
| Лучший фильм                                    | • «Пайза»                      | Paisà                            | Роберто Росселлини                         |
| Лучший фильм                                    | • «Поверженный идол»           | The Fallen Idol                  | Кэрол Рид                                  |
| Лучший фильм                                    | • «Обнажённый город»           | Naked City                       | Жюль Дассен                                |
| Лучший фильм                                    | • «Месье Венсан»               | Monsieur Vincent                 | Морис Клош                                 |
| Лучший фильм                                    | • «Перекрёстный огонь»         | Crossfire                        | Эдвард Дмитрык                             |
| Лучший фильм                                    | • «Четыре шага в облаках»      | Quattro passi fra le nuvole      | Алессандро Блазетти                        |
| Лучший британский фильм                         | • «Поверженный идол»           | The Fallen Idol                  | Кэрол Рид                                  |
| Лучший британский фильм                         | • «Гамлет»                     | Hamlet                           | Лоренс Оливье                              |
| Лучший британский фильм                         | • «Голосок»                    | The Small Voice                  | Фергус МакДонелл                           |
| Лучший британский фильм                         | • «Оливер Твист»               | Oliver Twist                     | Дэвид Лин                                  |
| Лучший британский фильм                         | • «Жил-был весёлый бродяга»    | Once a Jolly Swagman             | Джек Ли                                    |
| Лучший британский фильм                         | • «Красные башмачки»           | The Red Shoes                    | Майкл Пауэлл, Эмерик Прессбургер           |
| Лучший британский фильм                         | • «Скотт из Антарктики»        | Scott of the Antarctic           | Чарльз Френд                               |
| Лучший документальный фильм                     | • «Луизианская история»        | Louisiana Story                  | Роберт Флаэрти                             |
| Лучший документальный фильм                     | • «Фарребик, или Времена года» | Farrebique ou Les quatre saisons | Жорж Рукье                                 |
| Лучший документальный фильм                     | • «Марш времени»               | Is Everybody Listening?          | —                                          |
| Лучший документальный фильм                     | • —                            | Shadow of the Ruhr               | —                                          |
| Лучший документальный фильм                     | • «Эта проклятая детвора»      | Those Blasted Kids               | Астрид Хеннинг-Енсен, Бьярне Хеннинг-Енсен |
| Лучший документальный фильм                     | • —                            | Three Dawns to Sydney            | —                                          |
| Специальная награда Special Award               | • «Атомная физика»             | Atomic Physics                   | —                                          |
| Специальная награда Special Award               | • «Рубенс»                     | Rubens                           | Пол Хэзертс, Анри Сторк                    |
| Специальная награда Special Award               | • —                            | Divided World                    | —                                          |
| Специальная награда Special Award               | • —                            | Gandhi’s Funeral                 | —                                          |
| Специальная награда Special Award               | • «Кошачий концерт»            | The Cat Concerto                 | Уильям Ханна, Джозеф Барбера               |
| Специальная награда Special Award               | • —                            | Your Children’s Sleep            | —                                          |
| Специальная награда Special Award               | • —                            | Norman McClaren Abstract Reel    | —                                          |
| Специальная награда Special Award               | • —                            | Bear that Got a Peacock’s Tail   | —                                          |
| Награда объединённых наций United Nations Award | • «Атомная физика»             | Atomic Physics                   | —                                          |
| Награда объединённых наций United Nations Award | • «Голодные умы»               | Hungry Minds                     | Том Дэйли                                  |
| Награда объединённых наций United Nations Award | • «Приговор»                   | The Winslow Boy                  | Энтони Асквит                              |